# National Highway 54
National Highway 54 (NH 54) ist eine Hauptfernstraße im Nordosten des Staates Indien mit einer Länge von 850 Kilometern. Sie beginnt in Dabaka im Bundesstaat Assam am NH 36 und führt in südlicher Richtung zunächst nach Silchar. Nach insgesamt 335 km im Bundesstaat Assam verläuft sie weitere 515 km durch meist bergiges Terrain im benachbarten Bundesstaat Mizoram, durch dessen Hauptstadt Aizawl sie führt und schließlich in Tuipang im Süden von Mizoram endet.